# Jack Vance
John Holbrook Vance, detto Jack (San Francisco, 28 agosto 1916 – Oakland, 26 maggio 2013), è stato uno scrittore statunitense di narrativa fantasy, fantascientifica e poliziesca.
Ha firmato gran parte delle sue opere come Jack Vance, ma ha anche usato il suo nome completo oltre agli pseudonimi Ellery Queen, Alan Wade, Peter Held e John van See.

## Biografia
Nacque il 28 agosto 1916 in California. Dopo la separazione dei genitori si trasferì con la madre e i fratelli nel ranch dei nonni materni, dove trascorse un'infanzia felice, leggendo e scrivendo poesie. Inoltre si appassionò alle riviste pulp, come Weird Tales e Amazing Stories, e ad autori come Edgar Rice Burroughs, Jules Verne, Lord Dunsany e P.G. Wodehouse.
Terminati gli studi superiori, non potendo permettersi di frequentare l'università, girò per il paese svolgendo i lavori più disparati (raccolta della frutta, operaio in una fabbrica di attrezzi minerari, minatore e addetto ai pozzi petroliferi).
Si iscrisse all'Università della California a Berkeley, frequentando prima fisica e poi giornalismo, ma non terminò gli studi. Lavorò per un certo periodo al porto di Honolulu, ritornando in America all'inizio della seconda guerra mondiale. Studiò il giapponese per poter partecipare a un programma di addestramento dei servizi segreti ma senza successo, quindi si arruolò nella Marina mercantile e si imbarcò. In questo periodo iniziò a scrivere narrativa, in particolare i primi racconti del Ciclo della Terra morente. La sua prima opera pubblicata è "Il pensatore di mondi" nel 1945 sulla rivista Thrilling Wonder Stories.
Nel periodo tra gli anni cinquanta e i settanta lavorò per un breve periodo come sceneggiatore per la 20th Century Fox. Viaggiò quindi a lungo, prima in Europa e poi per il resto del mondo, fermandosi in luoghi esotici per scrivere racconti o romanzi, prima di ripartire per altre destinazioni. Alla fine degli anni cinquanta, durante un periodo in cui si trovava a New York, scrisse sceneggiature per la serie TV di fantascienza Captain Video. In questo periodo compose i romanzi L'odissea di Glystra, Il linguaggio di Pao e Uomini e draghi, con cui vinse un Premio Hugo. Iniziò inoltre la Trilogia di Durdane e il Ciclo dei Principi demoni e ritornò ai racconti del ciclo della Terra morente, con la nuova antologia di racconti Le avventure di Cugel l'astuto.
Fino alla morte abitò con moglie e figlio a Oakland, in California. Morì il 26 maggio 2013 nella sua casa di Oakland.

### Carriera letteraria

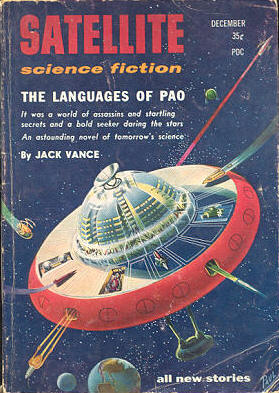
Copertina del numero di dicembre 1957 della rivista Satellite Science Fiction, contenente il romanzo di Jack Vance I Linguaggi di Pao.

Vance ha composto oltre sessanta romanzi, la maggior parte dei quali inseriti in vari cicli: il Ciclo della Terra morente, il Ciclo dei Principi demoni, il Ciclo di Tschai, la trilogia di Durdane, quella dell'Ammasso di Alastor, i due libri del Ciclo del Grande Pianeta e la trilogia di Lyonesse. Molti dei cicli di fantascienza di Vance appartengono ad una visione del futuro chiamata Distesa Gaeana. Le connessioni non sono necessarie per la comprensione di ogni serie specifica, anche se Vance utilizza riferimenti a protagonisti di altre serie, come Navarth, il poeta pazzo, o cita libri immaginari, come l'enciclopedia in più volumi "Vita" del Baron Bodissey.
Lo stile di Vance raggiunge probabilmente la sua forma migliore nei romanzi singoli come L'ultimo castello e Maske: Thaery.
I romanzi di fantascienza e fantasy di Vance sono tipicamente satirici e possono facilmente indurre un lettore a considerarli solo space opera. Di solito il protagonista è un personaggio positivo contrapposto alle convenzioni di una società chiusa e retrograda, ma altri hanno come protagonista un antieroe (come 'Cugel l'astuto' nei romanzi della Terra morente) che, dopo essere stato castigato dalle sue vicissitudini, può alla fine trionfare.
Spesso l'attrattiva principale dei romanzi di Vance non è costituita dalla trama, ma dalla sua capacità di evocare, in pochi paragrafi, società aliene complesse e assurde, creando mondi compiutamente realizzati.
Un altro talento di Vance consiste nel racconto di storie-nelle-storie mediante l'uso di citazioni in apertura di capitolo e di note fittizie a piè di pagina similmente a Terry Pratchett. Spesso Vance espone la natura delle società descritte per mezzo di note linguistiche riguardanti termini intraducibili. Questi termini delineano concetti centrali per la società descritta, ma che sono completamente alieni per il lettore. In effetti la capacità di Vance di "spiegare" senza diminuire l'attenzione del lettore è parte del fascino del suo lavoro. 
Un elemento ricorrente nei lavori di Vance è l'ambito territoriale (villaggio o pianeta che sia) i cui abitanti praticano sistemi di credenze assurdi, ripugnanti, o entrambi. A parte il loro potenziale esotico, Vance usa questi episodi per ironizzare sul dogmatismo in generale e su quello religioso in particolare. Siccome, nel corso dei secoli, sono state seguite così tante credenze, pare implicare Vance, chi ha il diritto di imporre il suo dogma agli altri?
Questo scetticismo è legato all'individualismo di Vance, che sembra evocare l'auspicio di Thoreau che nel mondo vi sia la massima varietà di persone. I suoi valori illuminati si concretizzano nella convinzione che ognuno dovrebbe essere libero di realizzarsi secondo le proprie inclinazioni, purché questa autorealizzazione non vada a detrimento degli altri. Spesso i villain di Vance sono artisti che violano questo principio e distruggono le vite o le proprietà altrui per perseguire unicamente la propria visione.
Di conseguenza, Vance favorisce personaggi aristocratici, per le eccentricità che la classe sociale e la ricchezza possono permettere loro e si diverte a creare società iper-individualistiche e ultra-aristocratiche. Un tema ricorrente è quello della società decadente aristocratica, che il perseguimento dell'individualismo estetico ha resa incapace di affrontare sfide che richiedano cooperazione, anche se di solito i suoi protagonisti riescono ad essere sia esteti che eroi. 
Vance non dà per scontato che l'aristocrazia conferisca automaticamente meriti, è spietato nella sua satira di notabili pomposi, ma distingue sempre tra pretenziosità e valore reale. Uno dei molti fascini delle sue opere è il modo in cui sia furfanti che principi si esprimono con linguaggio forbito.
I valori di Vance a volte hanno la forza di pregiudizi, come la sua disapprovazione per l'omosessualità: nei suoi lavori, solo i cattivi sono omosessuali. Questo conservatorismo sessuale si manifesta anche nelle relazioni uomo-donna. Vance può creare figure femminili vivide ed eroiche ma, una volta accasate, le fa uscire di scena ed è esplicito nell'insistere sulle nature differenti degli uomini e delle donne e che ogni deviazione dal proprio genere debba essere evitata. Questo sessismo è innegabile.
Vance ha parlato del suo piacere per gli scritti di P.G. Wodehouse e una certa influenza di quest'ultimo può essere ritrovata in alcuni degli scritti di Vance, specialmente nelle sue descrizioni di zie prepotenti e dei loro nipoti facilmente intimoriti. L'influenza di Wodehouse si affianca a quella di L. Frank Baum, il creatore de Il mago di Oz, qualunque sia il peso relativo di questi modelli.
I racconti gialli di Vance oggi mantengono un valore essenzialmente per quello che rivelano della sua evoluzione come scrittore di fantascienza, fantasy e umorismo.
Vance smise di frequentare il genere all'inizio degli anni settanta, se si eccettuano le storie del mistero inserite con successo nei suoi universi fantascientifici, ispirate parzialmente al Simon Templar di Leslie Charteris, a Jack London e a P.D. James.
Vance visse per la maggior parte della sua vita adulta nelle colline sopra Oakland. Iniziò la carriera di scrittore a tempo pieno alla fine degli anni quaranta, il periodo in cui la San Francisco Renaissance era agli inizi. I riferimenti alla vita bohèmienne della Bay Area, direttamente nei suoi primi gialli e in forma camuffata nei suoi racconti di fantascienza, suggeriscono affinità con questo movimento. La "Sailmaker Beach," il quartiere bohèmienne di Avente sul pianeta Alphanor, è una versione della North Beach di San Francisco, mentre sembra che il personaggio del folle poeta Navarth sia stato basato su Kenneth Rexroth.
Il modo in cui descrive la Tahiti degli anni sessanta rivela alcuni degli ingredienti che Vance miscelò per presentare mondi alieni senza apparentemente alcuno sforzo.

## Riconoscimenti e premi
Si elencano solo le vittorie e non anche le candidature.
- 1961 Premio Edgar Allan Poe per il miglior romanzo d'esordio a The Man In The Cage.
- 1963 Premio Hugo per il miglior romanzo breve a Uomini e draghi (The Dragon Masters).
- 1966 Premio Nebula per il miglior romanzo breve a L'ultimo castello (The Last Castle).
- 1967 Premio Hugo per il miglior romanzo breve a L'ultimo castello (The Last Castle).
- 1975 Premio Jupiter per il miglior romanzo breve ad Assalto a una città (Assault on a City).
- 1984 Premio World Fantasy alla carriera conferito dalla World Fantasy Convention.
- 1990 Premio World Fantasy per il miglior romanzo a Madouc (Madouc).
- 1997 Premio Grand Master alla carriera conferito dalla Science Fiction and Fantasy Writers of America.
- 2001 Inclusione nella Science Fiction and Fantasy Hall of Fame del Museum of Pop Culture di Seattle, Washington.
- 2010 Premio Hugo per il miglior libro sull'argomento a Ciao, sono Jack Vance! (e questa storia sono io) (This is Me, Jack Vance! (or, More Properly, This is "I")).

## Opere
Per ogni testo si indica la prima edizione nell'originale inglese e l'eventuale prima traduzione in lingua italiana. Le serie di romanzi interconnessi sono elencate cronologicamente, in base alla data di pubblicazione del primo episodio di ogni ciclo. Si noti che Vance ha cambiato anche più volte i titoli di alcune sue opere; le denominazioni definitive furono fissate nella ristampa integrale in quarantaquattro volumi Vance Integral Edition (2002-2005).

### Magnus Ridolph

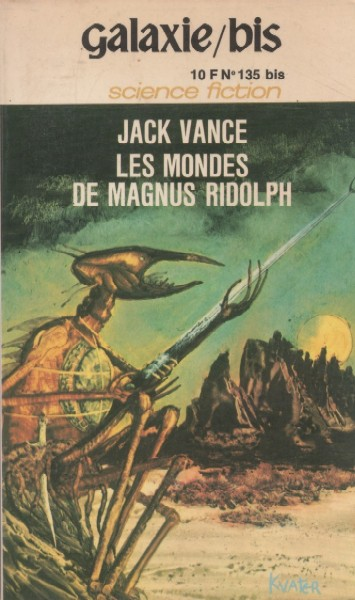
Copertina del numero di agosto 1975 dell'edizione francese della rivista Galaxy, contenente una traduzione dell'antologia di Jack Vance The Many Worlds of Magnus Ridolph.

Ciclo composto da dieci racconti interconnessi. I primi sei furono riuniti per la prima volta nell'antologia The Many Worlds of Magnus Ridolph, parte del volume doppio The Brains of Earth / The Many Worlds of Magnus Ridolph, Ace Double M-141, Ace Books, 1966; il settimo e ottavo furono aggiunti alla raccolta nella ristampa in DAW Collectors 381, DAW Books, 1980; gli ultimi due confluirono in un'ulteriore ristampa re-intitolata The Complete Magnus Ridolph, Underwood-Miller, 1985; infine, l'ordine dei testi è stato modificato nell'edizione definitiva intitolata Magnus Ridolph, Vance Digital Edition 2, Spatterlight Press, 2012.
La versione Ace Books del ciclo è apparsa in italiano come Le avventure di Magnus Ridolph, trad. Gianni Montanari, Galassia 181, Casa Editrice La Tribuna, gennaio 1973; la versione Underwood-Miller è invece apparsa come Le Avventure di Magnus Ridolph (si noti la A maiuscola), trad. Gianni Montanari e Cristian Carlone, Biblioteca di Fantascienza 2ª serie n. I, Fanucci Editore, 1993. La versione DAW Books e quella Spatterlight Press non sono mai state tradotte.
I racconti sono elencati di seguito secondo l'ordine della versione Spatterlight Press.
1. "Scavi sfortunati" ("Hard-Luck Diggins"), in Startling Stories Luglio 1948.
2. "Scorciatoia per Sanatoris" ("Sanatoris Short-Cut"), in Startling Stories Settembre 1948.
3. "Sardine in scatola" ("The Sub-Standard Sardines"), in Startling Stories Gennaio 1949.
4. "L'inafferrabile McInch" ("The Unspeakable McInch"), in Startling Stories Novembre 1948.
5. "Spettri e grisbi" ("The King of Thieves"), in Startling Stories Novembre 1949.
6. "Essere in B o non essere in C o in D" ("To B or Not to C or to D"), in Startling Stories Settembre 1950.
7. "Una mente elastica" ("The Howling Bounders"), in Startling Stories Marzo 1949.
8. "L'odore non conta" ("The Spa of the Stars"), in Startling Stories Luglio 1950.
9. "Il gioco della guerra" ("The Kokod Warriors"), in Thriling Wonder Stories Ottobre 1952.
10. "Un cuore d'oro" ("Coup de grace"), in Super-Science Fiction Febbraio 1958.

### Ciclo della Terra morente
La tetralogia è stata riunita per la prima volta nel volume omnibus Tales of the Dying Earth, Fantasy Masterworks 4, Gollancz, 2000. Il primo e il quarto volume sono raccolte di testi brevi reciprocamente autonomi, il secondo e il terzo sono romanzi consequenziali con protagonista Cugel l'Astuto.
1. La Terra morente o Il crepuscolo della Terra (The Dying Earth poi Mazirian the Magician), Hillman Periodicals, Inc., 1950. Trad. Laura Virgili, I Romanzi del Cosmo 127, Ponzoni Editore, Luglio 1963. Raccolta di sei racconti inediti:
  - "Il mago Mazirian" ("Mazirian the Magician").
  - "Turjan di Miir" ("Turjan of Miir").
  - "T'sais" ("T'sais").
  - "Lian il viandante" o "La trama delle tenebre" ("Liane the Wayfarer" o "The Loom of Darkness").
  - "Ulan Dhor" ("Ulan Dhor Ends a Dream").
  - "Guyal di Sfer" ("Guyal di Sfere").
2. Le avventure di Cugel l'Astuto (The Eyes of the Overworld poi Cugel the Clever), Ace Books, 1966. Trad. Maria Teresa Aquilano e Roberta Rambelli nell'omnibus Crepuscolo di un mondo, Orizzonti. Capolavori di Fantasia e Fantascienza IV, Fanucci Editore, 1974. Fix-up di sette racconti:
  - "Il Sopramondo" ("The Overworld"), in The Magazine of Fantasy and Science Fiction Dicembre 1965.
  - "Cil" ("Cil"), anche edito singolarmente nella raccolta Eight Fantasms and Magics, Macmillan, 1969.
  - "Le montagne di Magnatz" ("The Mountains of Magnatz"), in The Magazine of Fantasy and Science Fiction Febbraio 1966.
  - "Pharesm lo stregone" ("The Sorcerer Pharesm"), in The Magazine of Fantasy and Science Fiction Aprile 1966.
  - "I pellegrini" ("The Pilgrims"), in The Magazine of Fantasy and Science Fiction Giugno 1966.
  - "La caverna nella foresta" ("The Cave in the Forest"), in The Magazine of Fantasy and Science Fiction Luglio 1966[3].
  - "La dimora di Iucounu" ("The Manse of Iucounu"), in The Magazine of Fantasy and Science Fiction Luglio 1966[3].
3. La saga di Cugel (Cugel's Saga poi Cugel: The Skybreak Spatterlight), Timescape Books, 1983. Trad. Maria Agnese Grimaldi, Il Libro d'Oro della Fantascienza 30, Fanucci Editore, 1989.
4. Rhialto il meraviglioso (Rhialto the Marvellous), Brandywyne Books, 1984. Trad. Gianluigi Zuddas, Il Libro d'Oro della Fantascienza 9, Fanucci Editore, 1986. Raccolta di un racconto e due romanzi brevi:
  - "La Murthe" ("The Murthe"), inedito.
  - Il Cristallo di Punta Eclisse (Fader's Waft), inedito.
  - Morreion o Le pietre Ioun (Morreion), nell'antologia Flashing Swords! 1, a cura di Lin Carter, Science Fiction Book Club, Doubleday, 1973. Trad. Roberta Rambelli in Heroic Fantasy. Il meglio della fantasia eroica moderna, Enciclopedia della Fantascienza 4, Fanucci Editore, 1979.

Si segnala che tre capitoli del romanzo La saga di Cugel sono stati anche pubblicati come racconti autonomi:
- "Le diciassette vergini" ("The Seventeen Virgins"), in The Magazine of Fantasy and Science Fiction Ottobre 1974. Trad. Roberta Rambelli in La terra di Ern, Cosmo Serie Oro. Classici della Narrativa di Fantascienza 59, Editrice Nord, 1983.
- "La borsa dei sogni" ("The Bagful of Dreams"), nell'antologia Flashing Swords! 4: Barbarians and Black Magicians, a cura di Lin Carter, Science Fiction Book Club, Doubleday, 1977. Trad. Roberta Rambelli in Maghi e guerrieri. Altre storie di fantasia eroica, Enciclopedia della Fantascienza 6, Fanucci Editore, 1981.
- "Flutic" ("Flutic"), estratto promozionale apparso in traduzione italiana di Roberta Rambelli nell'antologia Fantasy, a cura di Sandro Pergameno, Grandi Opere Nord 11, Editrice Nord, 1985. Prima edizione nell'originale inglese in Coup de Grace and Other Stories, Vance Integral Edition 0, Spatterlight Press, 2001.

#### Contributi di altri autori
Nello lungo iato intercorso fra la pubblicazione di Le avventure di Cugel l'Astuto e quella di La saga di Cugel, Vance autorizzò lo scrittore statunitense Michael Shea a proseguire la serie con un proprio romanzo:
- Simbilis (A Quest for Simbilis), DAW Collectors 88, DAW Books, 1972. Trad. Maurizio Gavioli, Orizzonti. Capolavori di Fantasia e Fantascienza XIV, Fanucci Editore, 1980.

Quando in seguito decise di proseguire la saga personalmente, Vance non tenne in conto gli eventi del romanzo di Shea, tuttavia ne riconobbe la validità come "speciale fuori serie"; per questa ragione l'opera è stata ripubblicata in Paladins of Vance 2, Spatterlight Press, 2020.
Successivamente, ventidue fra scrittori e scrittrici estimatori di Vance hanno realizzato collettivamente un'antologia celebrativa di racconti autoconclusivi ambienti nell'universo della Terra Morente:
- Songs of the Dying Earth: Stories in Honor of Jack Vance, a cura di George R. R. Martin e Gardner Dozois, Subterranean Press, 2009; comprende ventidue racconti, ognuno corredato da un commento del rispettivo autore. Edito in italiano nei tre tomi Storie dal crepuscolo di un mondo /1, Storie dal crepuscolo di un mondo /2 e La terra al tramonto, trad. Pietro Formenton and Dario Rivarossa, Urania 1567, 1580 e 1590, Arnoldo Mondadori Editore, febbraio 2011, marzo 2012 e gennaio 2013; la traduzione italiana sostituisce i testi di apparato originali con appendici di Giuseppe Lippi.

### Il Satellite dei Cospiratori
Due romanzi brevi combinati nel fix-up Il satellite dei cospiratori (Monsters in Orbit) entro il volume doppio Monsters in Orbit / The World Between and Other Stories, Ace Books, Ace Double M-125, 1965. Trad. anonima, Gemini. Fantascienza 14, Solaris Editrice, 1978. 
1. Abercrombie Station, in Thrilling Wonder Stories Febbraio 1952. Anche edito singolarmente come Stazione Abercrombie, trad. Franco Giambalvo, nell'antologia Il meglio di Jack Vance, Robot Speciale 5, Armenia Editore, 1977.
2. Cholwell's Chickens, in Thrilling Wonder Stories Agosto 1952.

### Il Grande Pianeta
1. L'odissea di Glystra (Big Planet), in Startling Stories Settembre 1952; prima edizione in volume Avalon Books, 1957. Trad. Hilja Brinis, Urania 177, Arnoldo Mondadori Editore, 11 Maggio 1958.
2. Il mondo degli Showboat (Showboat World poi The Magnificent Showboats of the Lower Vissel River, Lune XXIII South, Big Planet), Pyramid Books, 1975. Trad. Franco Giambalvo, I Libri di Robot n. 10, Armenia Editore, 1978.

La dilogia è stata riunita per la prima volta nel volume omnibus Big Planet Omnibus, Vance Digital Edition 74, Spatterlight Press, 2013. Una raccolta analoga era già apparsa in italiano come Il ciclo del Grande Pianeta, I Classici della Fantascienza e della Fantasy 2, Fanucci Editore, 1990.

### Universo del Gaean Reach
Le seguenti opere si svolgono tutte nel Gaean Reach (a volte tradotto come "Distesa gaeana" o "Dominazione Gaenica"), una regione dello spazio esterno densamente popolata di colonie terrestri che mantengono stretti contatti commerciali, a fronte di immense differenze culturali. Ciascuna serie si svolge in una diversa epoca e regione del Reach ed è totalmente autonoma dalle altre, sia per trama sia per cronologia interna.

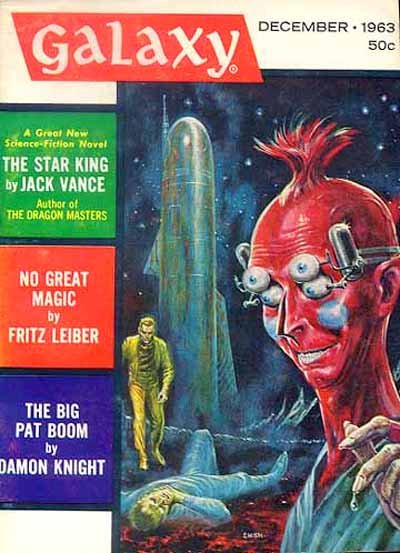
Copertina del numero di dicembre 1963 di Galaxy Science Fiction, contenente la prima puntata del romanzo di Jack Vance Il re stellare (The Star King).

#### Ciclo dei Principi demoni
1. Volere di re poi Il re stellare (The Star King), serializzato in due puntate in Galaxy Magazine Dicembre 1963 e Febbraio 1964; prima edizione in volume Berkley Medallion, 1964. Trad. Lella Pollini, serializzato in nove puntate su Galaxy 72, anno VII n. 5, maggio 1964, e in appendice ai numeri da 42 a 49 di Galassia, Casa Editrice La Tribuna, da giugno 1964 a gennaio 1965.[4]
2. La macchina per uccidere (The Killing Machine), Berkley Medallion, 1964. Trad. Roberta Rambelli nell'omnibus I principi demoni, Cosmo Serie Oro. Classici della Narrativa di Fantascienza 45, Editrice Nord, 1980.
3. Il palazzo dell'amore (The Palace of Love), serializzato in tre puntate in Galaxy Magazine Ottobre e Dicembre 1966 e Febbraio 1967; prima edizione in volume Berkley Medallion, 1967. Trad. Roberta Rambelli nell'omnibus I principi demoni, Cosmo Serie Oro. Classici della Narrativa di Fantascienza 45, Editrice Nord, 1980.
4. La faccia (The Face), Collectors 361, DAW Books, 1979. Trad. Roberta Rambelli nell'omnibus Gli ultimi principi, Cosmo Serie Oro. Classici della Narrativa di Fantascienza 56, Editrice Nord, 1982.
5. Il libro dei sogni (The Book of Dreams), Collectors 416, DAW Books, 1981. Trad. Roberta Rambelli nell'omnibus Gli ultimi principi, Cosmo Serie Oro. Classici della Narrativa di Fantascienza 56, Editrice Nord, 1982.

La pentalogia è stata riunita inizialmente nei due omnibus The Demon Princes: Volume One (Orb, 1997; volumi 1-2-3) e The Demon Princes: Volume Two (Orb, 1997; volumi 4-5), e successivamente nel volume unico The Demon Princes (Science Fiction Book Club, 1998). La traduzione italiana pubblicata da Editrice Nord aveva già anticipato queste soluzioni prima con i due omnibus I principi demoni (Cosmo Oro 45, Editrice Nord, 1980; volumi 1-2-3) e Gli ultimi principi (Cosmo Oro 56, Editrice Nord, 1982; volumi 4-5), poi con il volume unico I cinque re stellari (Grandi Opere Nord 19, Editrice Nord, 1991).

##### Contributi di altri autori
Dopo la morte di Vance, la sua famiglia ha autorizzato lo scrittore canadese-britannico Matthew Hughes a comporre un romanzo ambientato nel Gaean Reach che si connette come spin-off alla pentalogia dei Principi Demoni:
- Barbari del Dilà (Barbarians of the Beyond), Paladins of Vance 3, Spatterlight Press, 2021. Trad. Marco Riva, Robotica 92, Delos Digital, 2023.

#### Ciclo dell'Ammasso di Alastor
1. Trullion: Alastor 2262 (Trullion: Alastor 2262), in Amazing Science Fiction Marzo 1973; prima edizione in volume Ballantine Books, 1973. Trad. Roberta Rambelli, Fantacollana 14, Editrice Nord, 1976.
2. Marune: Alastor 933 (Marune: Alastor 933), in Amazing Science Fiction Luglio 1975; prima edizione in volume Ballantine Books, 1975. Trad. Roberta Rambelli, Cosmo. Collana di Fantascienza 92, Editrice Nord, 1979.
3. Wyst: Alastor 1716 (Wyst: Alastor 1716), DAW Collectors 312, DAW Books, 1981. Trad. Rita Botter Pierangeli, Cosmo. Collana di Fantascienza 109, Editrice Nord, 1981.

La trilogia è stata riunita per la prima volta nel volume omnibus Alastor (Tor Books, 1990), corrispondente all'omnibus in traduzione italiana I mondi di Alastor (Tascabili Omnibus 4, Editrice Nord, 1992).

##### Contributi di altri autori
Dopo la morte di Vance, la sua famiglia ha autorizzato lo scrittore nederlandese Tais Teng a proseguire il ciclo di Alastor con un quarto romanzo:
- Phaedra: Alastor 824, Paladins of Vance 1, Spatterlight Press, 2019.

#### Le Cronache di Cadwal
1. Stazione Araminta (Araminta Station), Underwood-Miller, 1987. Trad. Gianluigi Zuddas, Cosmo Serie Oro. Classici della Narrativa di Fantascienza 96, Editrice Nord, 1988.
2. I segreti di Cadwal o Ecce e la Vecchia Terra (Ecce and Old Earth), Underwood-Miller, 1991. Trad. Gianluigi Zuddas, Cosmo Serie Oro. Classici della Narrativa di Fantascienza 128, Editrice Nord, 1992.
3. Throy: Il terzo continente o Throy (Throy), Underwood-Miller, 1992. Trad. Gianluigi Zuddas, Cosmo Serie Oro. Classici della Narrativa di Fantascienza 147, Editrice Nord, 1995.

La trilogia è stata riunita per la prima volta nel volume omnibus The Cadwal Chronicles, Vance Digital Edition 72, Spatterlight Press, 2012.

#### Myron Tany
1. Fuga nei mondi perduti (Ports of Call), Underwood Books, 1998. Trad. Maura Arduini, Urania 1352, Arnoldo Mondadori Editore, 1999.
2. Lurulu (Lurulu), Tor, 2004. Trad. Ferruccio Alessandri nell'omnibus Myron Tany & I vandali dello spazio, Urania Millemondi 2ª serie n. 45, Arnoldo Mondadori Editore, ottobre 2007.

La dilogia è stata riunita per la prima volta nel volume omnibus Ports of Call and Lurulu, Vance Integral Edition 43, 2005. Una raccolta analoga era già apparsa in italiano nel volume triplo Myron Tany & I vandali dello spazio (Urania Millemondi 2ª serie n. 45, Arnoldo Mondadori Editore, autunno 2007), in cui la serie di Myron Tany era affiancata al romanzo autoconclusivo I vandali dello spazio.

#### Romanzi singoli
- Il principe grigio (The Domains of Koryphon o The Gray Prince), serializzato in due puntate in Amazing Science Fiction agosto e ottobre 1974; prima edizione in volume Bobbs-Merrill Company, 1975. Trad. Roberta Rambelli, Cosmo. Collana di Fantascienza 120, Editrice Nord, 1982.
- Maske: Thaery (Maske: Thaery), Berkley/Putnam, 1976. Trad. Alessandro Monti, Cosmo. Collana di Fantascienza 76, Editrice Nord, 1978.
- La fiamma della notte (Night Lamp), Underwood Books, 1996. Trad. Gaetano Luigi Staffilano, Urania 1312, Arnoldo Mondadori Editore, giugno 1997.

### Ciclo dello sceriffo Joe Bain
1. The Fox Valley Murders, Bobbs-Merrill Company, 1966.
2. The Pleasant Grove Murders, Bobbs-Merrill Company, 1967.

La dilogia è stata riunita per la prima volta nel volume omnibus The Fox Valley Murders / The Pleasant Grove Murders, Vance Integral Edition 13, Spatterlight Press, 2005; la successiva ristampa intitolata The Joe Bain Mysteries, Vance Digital Edition 77, Spatterlight Press, 2013, include in appendice gli appunti dell'autore per un terzo romanzo incompiuto, intitolato The Genesee Slough Murders.

### Ciclo di Tschai
1. Naufragio su Tschai (City of the Chasch poi The Chasch), Ace Books, 1968. Trad. Beata Della Frattina, Urania 562, Arnoldo Mondadori Editore, 21 marzo 1971.
2. Le insidie di Tschai (Servants of the Wankh poi The Wankh), Ace Books, 1969. Trad. Beata Della Frattina, Urania 565, Arnoldo Mondadori Editore, 2 maggio 1971.
3. I tesori di Tschai (The Dirdir), Ace Books, 1969. Trad. Beata Della Frattina, Urania 567, Arnoldo Mondadori Editore, 30 maggio 1971.
4. Fuga da Tschai (The Pnume), Ace Books, 1970. Trad. Beata Della Frattina, Urania 571, Arnoldo Mondadori Editore, 25 luglio 1971.

La tetralogia è stata riunita per la prima volta nel volume omnibus Planet of Adventure, Grafton, 1985. Una raccolta analoga era già apparsa in italiano come Pianeta Tschai, Biblioteca di Urania 1, Arnoldo Mondadori Editore, marzo 1978.

### Trilogia di Durdane
1. Il mondo di Durdane (The Anome), serializzato in due puntate in The Magazine of Fantasy and Science Fiction febbraio e marzo 1971; prima edizione in volume Dell Publishing, 1973. Trad. Gaetano Luigi Staffilano, Cosmo. Collana di Fantascienza 48, Editrice Nord, 1976.
2. Il popolo di Durdane (The Brave Free Men), serializzato in due puntate in The Magazine of Fantasy and Science Fiction luglio e agosto 1972; prima edizione in volume Dell Publishing, 1973. Trad. Roberta Rambelli, Cosmo. Collana di Fantascienza 52, Editrice Nord, 1976.
3. Asutra (The Asutra), serializzato in due puntate in The Magazine of Fantasy and Science Fiction maggio e giugno 1973; prima edizione in volume Dell Publishing, 1974. Trad. Roberta Rambelli, Cosmo. Collana di Fantascienza 56, Editrice Nord, 1976.

La trilogia è stata riunita per la prima volta nel volume omnibus Durdane, Gollancz, 1989. Una raccolta analoga era già apparsa in italiano come Il mondo di Durdane, Grandi Scrittori di Fantascienza a. I n. 1, Euroclub, 1980.

### Miro Hetzel
1. L'agenzia turistica di Dogtown (The Dogtown Tourist Agency), nell'antologia Epoch, a cura di Roger Elwood e Robert Silverberg, Berkey/Putnam, 1975.
2. Il turno di Freitzke (Freitzke's Turn), nell'antologia Triax, a cura di Robert Silverberg, Pinnacle Books, 1977.

La dilogia è stata riunita per la prima volta nel volume omnibus Miro Hetzel l'investigatore (Galactic Effectuator poi Miro Hetzel), Underwood-Miller, 1980. Trad. Roberta Rambelli, Cosmo. Collana di Fantascienza 131, Editrice Nord, 1983.

### Trilogia di Lyonesse
Il primo romanzo della serie era inizialmente intitolato Lyonesse e sottotitolato Book I: Suldrun's Garden; a partire dalla ristampa nella Vance Integral Edition (2002) le due nomenclature sono state chiaramente separate come titolo del ciclo e titolo del singolo volume.
1. Lyonesse poi Lyonesse: Il giardino di Suldrun (Lyonesse poi Suldrun's Garden), Berkley Books, 1983. Trad. Annarita Guarnieri, Fantacollana 59, Editrice Nord, 1985.
2. La perla verde (The Green Pearl), Underwood-Miller, 1985. Trad. Annarita Guarnieri, Fantacollana 68, Editrice Nord, 1986.
3. Madouc (Madouc), Underwood-Miller, 1989. Trad. Annarita Guarnieri, Fantacollana 103, Editrice Nord, 1991.

La trilogia è stata riunita per la prima volta nel volume omnibus The Complete Lyonesse, Gollancz, 2010.

### Romanzi autoconclusivi

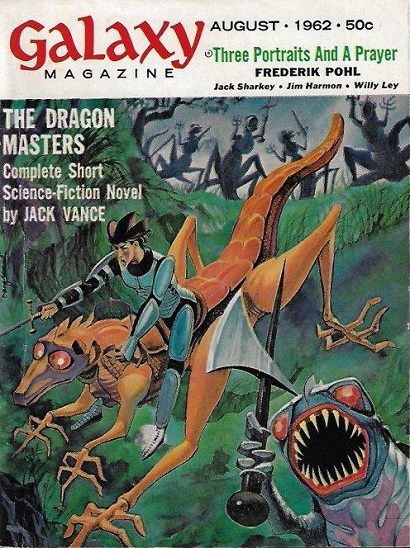
Copertina del numero di agosto 1962 di Galaxy Science Fiction, contenente il romanzo completo di Jack Vance Uomini e draghi (The Dragon Masters).

Si elencano sia i romanzi veri e propri (novel) sia i romanzi brevi (novella).
- Chateau d'If (New Bodies for Old poi Chateau d'If), in Thrilling Wonder Stories Agosto 1950; prima edizione in volume nella raccolta The Narrow Land, DAW Collectors 490, DAW Books, 1982.. Trad. Roberta Rambelli nella raccolta La terra di Ern, Cosmo Serie Oro. Classici della Narrativa di Fantascienza 59, Editrice Nord, 1983.
- Il pirata dei cinque mondi (The Five Gold Bands o The Space Pirate poi The Rapparee), in Startling Stories Novembre 1950; prima edizione in volume Toby Press, 1953. Trad. Lella Pollini, Galassia 15, Casa Editrice La Tribuna, marzo-aprile 1962.
- I signori di Maxus (Overlords of Maxus poi Crusade to Maxus), in Thrilling Wonder Stories Febbraio 1951; prima edizione in volume nella raccolta The Augmented Agent and Other Stories, Underwood-Miller, 1985. Trad. Susanna Bini, nella raccolta I racconti inediti, Biblioteca di Fantascienza XI, Fanucci Editore, 1995.
- Il figlio dell'albero (Son of the Tree), in Thrilling Wonder Stories Giugno 1951; prima edizione in volume nel tomo doppio Son of the Tree / The Houses of Iszm, Ace Double F-265, Ace Books, 1964. Trad. anonima, Gemini. Fantascienza 10, Solaris Editrice, 1978.
- Il segreto dei Telek (Telek), in Astounding Science Fiction Gennaio 1952; prima edizione in volume nella raccolta Eight Fantasms and Magics, Macmillan, 1969. Trad. Maurizio Gavioli, nella raccolta L'ultimo castello e altri romanzi brevi, Futuro. Biblioteca di Fantascienza 14, Fanucci Editore, 1975.
- Gli schiavi del Klau (Slaves of the Klau poi Gold and Iron), in Space Stories Dicembre 1952; prima edizione in volume con tagli nel tomo doppio Big Planet / Slaves of the Klau, Ace Double D-295, Ace Books, 1958; prima edizione in volume integrale Underwood-Miller, 1982. Trad. anonima, I Libri di Solaris 2, Solaris Editrice, 1978.
- I vandali dello spazio (Vandals of the Void), Winston Science Fiction 20, John C. Winston Co., 1953. Trad. Sugden-Moca, Urania 54, Arnoldo Mondadori Editore, 20 agosto 1954.[5]
- Le case di Iszm (The Houses of Iszm), in Startling Stories Primavera 1954; espanso per la prima edizione in volume nel tomo doppio Son of the Tree / The Houses of Iszm, Ace Double F-265, Ace Books, 1964. Trad. Beata Della Frattina, Urania 385, Arnoldo Mondadori Editore, 23 maggio 1965.
- Il dono della parlantina (The Gift of Gab), in Astounding Science Fiction Settembre 1955; prima edizione in volume nell'antologia Best SF Three: Science Fiction Stories, a cura di Edmund Crispin, Faber and Faber, 1958. Trad. Marco Riva, nella raccolta Stelle nane: Tredici racconti rari e inediti, I Mondi di Jack Vance 7, Delos Digital, 2021.
- Gli Amaranto (To Live Forever poi Clarges), Ballantine Books, 1956. Trad. Mauro Cesari, La Bussola SF 11, Casa Editrice La Tribuna, 1966. Urania Collezione nº 264, Arnoldo Mondadori Editore, gennaio 2025.
- Isle of Peril poi Bird Isle, Mystery House, 1957. Prima edizione sotto lo pseudonimo di Alan Wade.
- Prendi la mia faccia (Take My Face poi The Flesh Mask), Mystery House, 1957; trad. Amalia D'agostino Schanzer, I Galli Proibiti 96, Longanesi & C., 1961. Prima edizione sotto lo pseudonimo di Peter Held[5].
- Il linguaggio di Pao o I linguaggi di Pao (The Languages of Pao), in Satellite Science Fiction Dicembre 1957; prima edizione in volume Avalon Books, 1958. Trad. Gianni Samaja, I Romanzi del Cosmo 41, Ponzoni Editore, dicembre 1959.
- L'uomo dei miracoli (The Miracle Workers), in Astounding Science Fiction Luglio 1958; prima edizione in volume nella raccolta Eight Fantasms and Magics, Macmillan, 1969. Trad. Maurizio Gavioli, nella raccolta L'ultimo castello e altri romanzi brevi, Futuro. Biblioteca di Fantascienza 14, Fanucci Editore, 1975.
- Parapsiche (Parapsyche), in Amazing Science Fiction Stories Agosto 1958; prima edizione in volume nella raccolta The Dark Side of the Moon, Underwood-Miller, 1986. Trad. Marco Riva, Odissea Argento 5, Delos Digital, 2021.
- The Man In the Cage, American Bloodhound Mysteries 330, T. V. Boardman, 1960.
- Uomini e draghi (The Dragon Masters), in Galaxy Magazine Agosto 1962; prima edizione in volume nel tomo doppio The Dragon Masters / The Five Gold Bands, Ace Double F-185, Ace Books, 1963. Trad. Roberta Rambelli, nell'antologia Terrestri e no, Science Fiction Book Club 1, Casa Editrice La Tribuna, 1963.
- Confessa o morirai (The Four Johns o Four Men Called John poi Strange She Hasn't Written), Pocket Books, 1964. Trad. Marisa Vassalle, Il Giallo Mondadori 846, Arnoldo Mondadori Editore, 18 aprile 1965. Prima edizione sotto lo pseudonimo di Ellery Queen.[5]
- Il Kragen (The Kragen), in Fantastic Stories of Imagination Luglio 1964; prima edizione in volume nell'antologia Mythical Beasties, a cura di Isaac Asimov, Martin H. Greenberg e Charles G. Waugh, Isaac Asimov's Magical Worlds of Fantasy 6, Signet / New American Library, 1986; trad. Ferruccio Alessandri, nell'omnibus Pianeta d'Acqua, Urania Collezione 88, Arnoldo Mondadori Editore, Maggio 2010. Revisionato ed espanso in Pianeta d'Acqua (The Blue World), Ballantine Books, 1966; trad. Maurizio Gavioli, Futuro. Biblioteca di Fantascienza 21, Fanucci Editore, 1976.
- Una stanza per morirci (A Room to Die In poi Death of a Solitary Chess Player), Pocket Books, 1965; trad. ignota, Il Giallo Mondadori 905, Arnoldo Mondadori Editore, 5 giugno 1966. Prima edizione sotto lo pseudonimo di Ellery Queen.[5]
- L'opera dello spazio (Space Opera), Pyramid Books, 1965. Trad. Enrica La Viola, Urania 413, Arnoldo Mondadori Editore, 5 dicembre 1965.
- Nopalgarth (The Brains of Earth poi Nopalgarth) nel volume doppio The Brains of Earth / The Many Worlds of Magnus Ridolph, Ace Double M-141, Ace Books, 1966. Trad. Marco Riva, Odissea Argento 1, Delos Digital, 2020.
- L'ultimo castello (The Last Castle), in Galaxy Magazine Aprile 1966; prima edizione in volume nel tomo doppio The Last Castle / World of the Sleeper, Ace Double H-21, Ace Books, 1967. Trad. Maurizio Gavioli, nella raccolta L'ultimo castello e altri romanzi brevi, Futuro. Biblioteca di Fantascienza 14, Fanucci Editore, 1975.
- Il seme della follia (The Madman Theory poi The Man Who Walks Behind), Pocket Books, 1966; trad. Diana Fonticoli, Il Giallo Mondadori 1906, Arnoldo Mondadori Editore, 11 Agosto 1985. Prima edizione sotto lo pseudonimo di Ellery Queen.[5]
- L'uomo della Zarius (The Man from Zodiac poi Milton Hack from Zodiac), in Amazing Stories Agosto 1967; prima edizione in volume nella raccolta The Augmented Agent and Other Stories, Underwood-Miller, 1985. Trad. Matteo Puggioni, nella raccolta I Signori dei Draghi, Il Libro d'Oro 38, Fanucci Editore, 1990.
- Crociata spaziale (Emphyrio), Doubleday, 1969. Trad. Paola Campioli, Fantapocket 20, Longanesi & C., 1977.
- The Deadly Isles, Bobbs-Merrill Company, 1969; prima edizione come John Holbrook Vance.
- Bad Ronald, Ballantine Books, 1973; come John Holbrook Vance.
- Il Ruffaldo (Rumfuddle), nell'antologia Three Trips in Time and Space, a cura di Robert Silverberg, Hawthorn, 1973. Trad. Franco Giambalvo, nella raccolta Il meglio di Jack Vance, Robot Speciale 5, Armenia Editore, novembre 1977.
- Assalto a una città (Assault on a City poi The Insufferable Red-headed Daughter of Commander Tynott, O.T.E.), nell'antologia Universe 4, a cura di Terry Carr, Random House, 1974. Trad. Roberta Rambelli nella raccolta La terra di Ern, Cosmo Serie Oro. Classici della Narrativa di Fantascienza 59, Editrice Nord, 1983.
- The View from Chickweed's Window, Underwood-Miller, 1979; prima edizione come John Holbrook Vance.
- The House on Lily Street, Underwood-Miller, 1979; prima edizione come John Holbrook Vance.
- Strange Notions poi Strange People, Queer Notions, nel volume doppio Strange Notions & The Dark Ocean, Underwood-Miller, 1985.
- The Dark Ocean, nel volume doppio Strange Notions & The Dark Ocean, Underwood-Miller, 1985.

### Raccolte di racconti

#### Raccolte allestite dall'autore
- Son of the Tree / The Houses of Iszm, Ace Double F-265, Ace Books, 1964. Volume doppio comprendente i romanzi brevi Il figlio dell'albero (Son of the Tree) e Le case di Iszm (The Houses of Iszm).
- Future Tense, Ballantine Books, 1964; ristampato come Dust of Far Suns, DAW Collectors 417, DAW Books, 1981. Comprende il romanzo breve Il dono della parlantina e i tre racconti "La vela dello spazio", "Il paradiso di Ullward" e "Per chi lavoriamo".
- Monsters in Orbit / The World Between and Other Stories, Ace Double M-125, Ace Books, 1965. Volume doppio comprendente il romanzo fix-up Il satellite dei cospiratori (Monsters in Orbit) e l'antologia The World Between and Other Stories, che raccoglie cinque racconti; tutti i testi sono illustrati da Jack Gaughan.
- Eight Fantasms and Magics, Macmillan, 1969. Comprende i due romanzi brevi autoconclusivi L'uomo dei miracoli (The Miracle Workers), Il segreto dei Telek (Telek), il racconto "Guyal di Sfer" ("Guyal of Sfere") estrapolato dalla raccolta La Terra morente (The Dying Earth), il racconto "Cil" ("Cil") estratto dal romanzo della Terra morente Le avventure di Cugel l'Astuto (The Eyes of the Overworld), e quattro racconti autoconclusivi.
- The Dragon Masters / The Last Castle, Ace Double 16641, Ace Books, 1973. Volume doppio comprendente i due romanzi brevi Uomini e draghi (The Dragon Masters) e L'ultimo castello (The Last Castle).
- The Worlds of Jack Vance, Ace Books, 1973. Comprende il romanzo breve Nopalgarth (The Brains of Earth), tre racconti di Magnus Ridolph e cinque racconti autoconclusivi.
- The Moon Moth and Other Stories, Dennis Dobson, 1976. Ristampa in volume autonomo e con nuovo titolo di The World Between and Other Stories.
- Il meglio di Jack Vance (The Best of Jack Vance), Pocket Books, 1976; trad. Franco Giambalvo, Robot Speciale 5, Armenia Editore, novembre 1977. Comprende i due romanzi brevi autoconclusivi L'ultimo castello (The Last Castle) e Il Ruffaldo (Rumfuddle), il romanzo breve Stazione Abercrombie (Abercrombie Station) già confluito ne Il satellite dei cospiratori (Monsters in Orbit), e tre racconti. Include inoltre un'introduzione di Barry N. Malzberg, una prefazione di Vance stesso e, nella traduzione italiana, una postfazione di Giuseppe Lippi.
- Fantasms and Magics, Mayflower / Granada, 1978. Riedizione ridotta di Eight Fantasms and Magics (Macmillan, 1969), taglia il romanzo breve Il segreto dei Telek (Telek) e il racconto estratto da Le avventure di Cugel l'Astuto (The Eyes of the Overworld).
- The Seventeen Virgins / The Bagful of Dreams, Underwood-Miller, 1979. Comprende due racconti della Terra morente poi confluiti nel romanzo La saga di Cugel (Cugel's Saga), illustrati da Stephen Fabian e Tim Underwood.
- Green Magic: The Fantasy Realms of Jack Vance, Underwood-Miller, 1979. Comprende il romanzo breve L'uomo dei miracoli (The Miracle Workers), due racconti del ciclo della Terra morente, e sei racconti autoconclusivi, con prefazione di Poul Anderson, introduzione di John Shirley e illustrazioni di George Barr, Steven Fabian e Lela Dowling.
- Nopalgarth: Three Complete Novels, DAW Collectors 402, DAW Books, 1980. Volume triplo comprendente i romanzi brevi Nopalgarth (Nopalgarth), Le case di Iszm (The Houses of Iszm) e Il figlio dell'albero (Son of the Tree).
- Lost Moons, Underwood-Miller, 1982. Comprende il romanzo breve Assalto a una città (Assault on a City) e otto racconti, con prefazione di Vance stesso e illustrazioni di Ned Dameron.
- The Narrow Land, DAW Collectors 490, DAW Books, 1982. Comprende il romanzo breve Chateau d'If (Chateau d'If) e sei racconti.
- Light from a Lone Star, NESFA Press, 1985. Comprende sei racconti e un'intervista all'autore, con introduzione di Russell Letson.
- The Augmented Agent and Other Stories, Underwood-Miller, 1985. Comprende i due romanzi brevi L'uomo della Zarius (The Man from Zodiac) e I signori di Maxus (Crusade to Maxus) e sei racconti, con introduzione di Steven Owen Godersky.
- The Dark Side of the Moon, Underwood-Miller, 1986. Comprende il romanzo breve Parapsiche (Parapsyche) e tredici racconti, con introduzione di Vance stesso.
- Chateau D'If and Other Stories, Underwood-Miller, 1990. Comprende il ciclo del Satellite dei Cospiratori presentato come due testi separati, e i tre romanzi brevi Chateau d'If (Chateau d'If), Il dono della parlantina (The Gift of Gab) e Assalto a una città (Assault on a City).
- When the Five Moons Rise, Underwood-Miller, 1992. Comprende il romanzo breve Il segreto dei Telek (Telek) e undici racconti.

#### Raccolte create per il mercato italiano
- L'ultimo castello e altri romanzi brevi, trad. Maurizio Gavioli, Futuro. Biblioteca di Fantascienza 14, Fanucci Editore, 1975. Comprende i tre romanzi brevi L'ultimo castello (The Last Castle), L'uomo dei miracoli (The Miracle Workers) e Il segreto dei Telek (Telek), con prefazione di Sebastiano Fusco e Gianfranco De Turris.
- La terra di Ern, trad. Roberta Rambelli, Cosmo Serie Oro. Classici della Narrativa di Fantascienza 59, Editrice Nord, 1983. Comprende i due romanzi brevi Chateau d'If (Chateau d'If) e Assalto a una città (Assault on a City), un racconto della Terra morente poi confluito nel romanzo La saga di Cugel (Cugel's Saga), un racconto di Magnus Ridolph e nove racconti autoconclusivi, con prefazione di Sandro Pergameno.
- I Signori dei Draghi, trad. Matteo Puggioni, Il Libro d'Oro 38, Fanucci Editore, 1990. Comprende i due romanzi brevi autoconclusivi Uomini e draghi (The Dragon Masters) e L'uomo della Zarius (The Man from Zodiac) e cinque racconti.
- L'ultimo castello, trad. Gianni Pilo, Il Fantastico Economico Classico 20, Compagnia del Fantastico. Gruppo Newton, 28 Maggio 1994. Comprende il romanzo breve L'ultimo castello (The Last Castle) e un racconto estrapolato dalla raccolta La Terra morente (The Dying Earth).
- I racconti inediti, trad. Susanna Bini, Biblioteca di Fantascienza 2ª serie n. XI, Fanucci Editore, 1995. Comprende i due romanzi brevi I signori di Maxus (Overlords of Maxus poi Crusade to Maxus) e Il figlio dell'albero (Son of the Tree) e cinque racconti.
- Myron Tany & I vandali dello spazio, Urania Millemondi 2ª serie n. 45, Arnoldo Mondadori Editore, ottobre 2007. Volume triplo comprendente la dilogia di Myron Tany (afferente all'universo del Gaean Reach) e il romanzo autoconclusivo I vandali dello spazio.
- Stelle nane: Tredici racconti rari e inediti, trad. Marco Riva, I Mondi di Jack Vance 7, Delos Digital, 2021. Comprende il romanzo breve Il dono della parlantina (The Gift of Gab) e dodici racconti.

### Saggistica
- Ciao, sono Jack Vance! (e questa storia sono io) (This is Me, Jack Vance! (or, More Properly, This is "I")), Subterranean Press, 2009. Trad. Marco Riva, Grandi della Fantascienza 1, Delos Digital, 2019.